# Annaberg-Buchholz
Annaberg-Buchholz este un oraș în Saxonia, Germania.

## Galerie

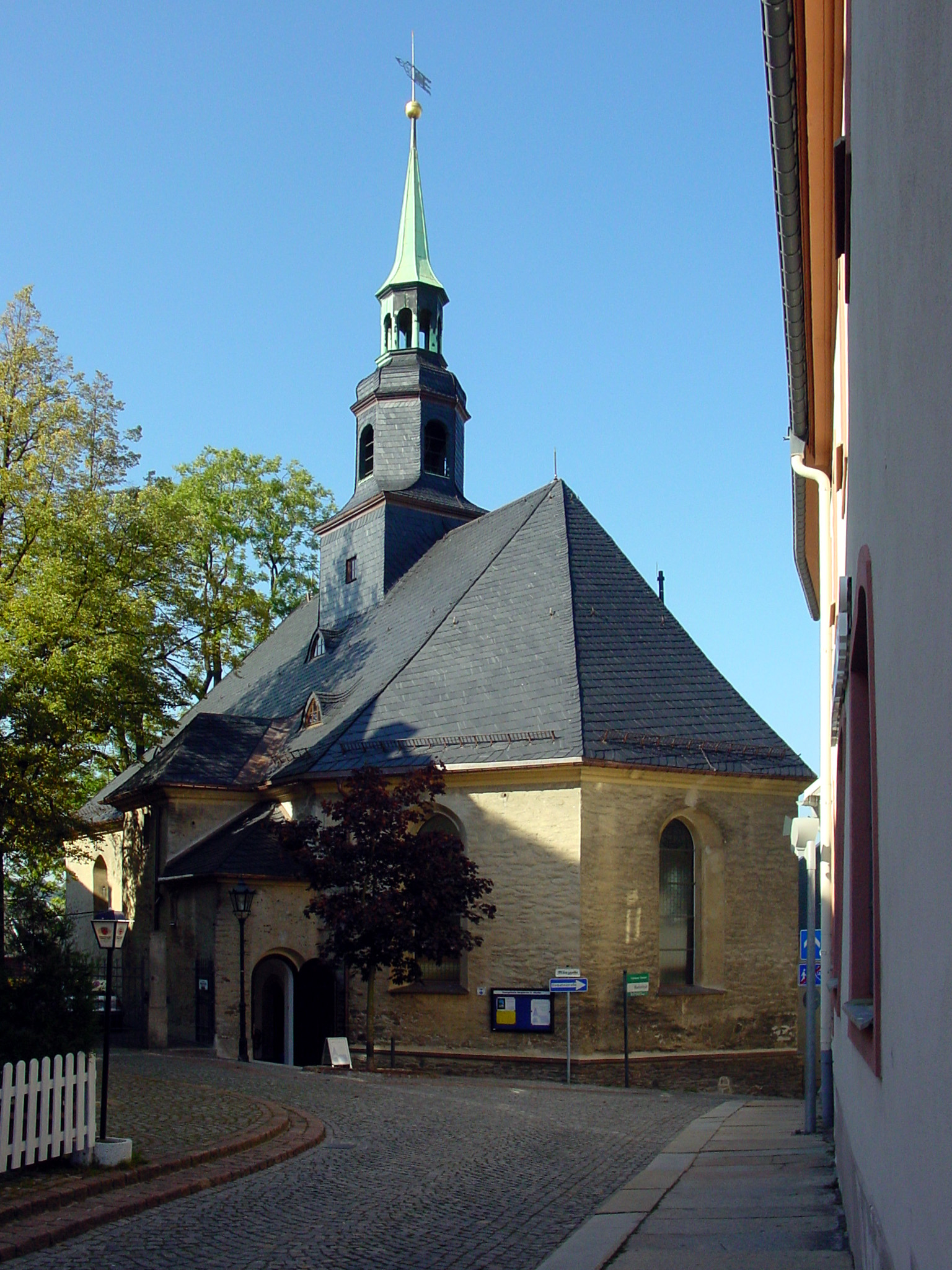
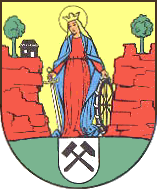
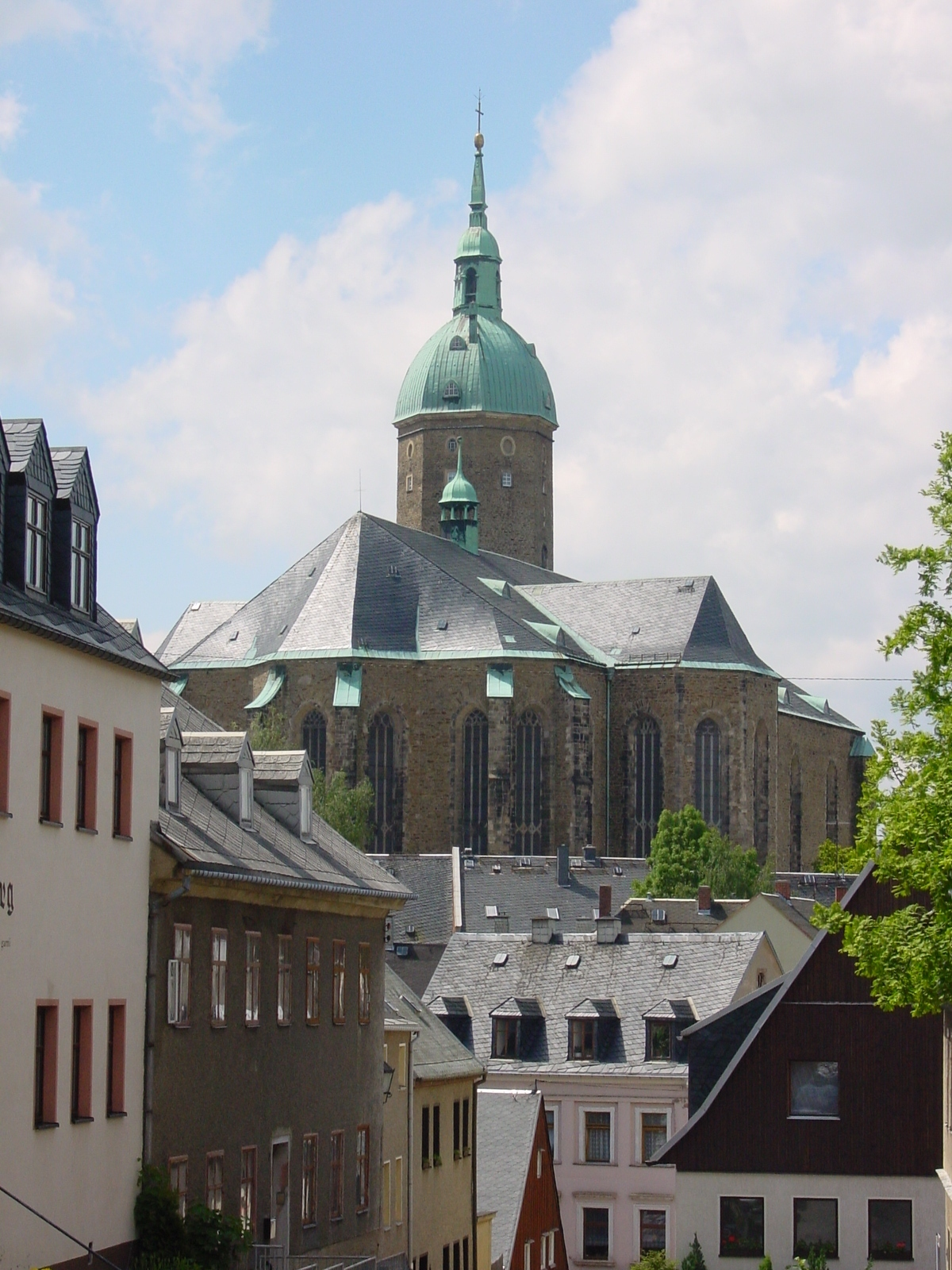
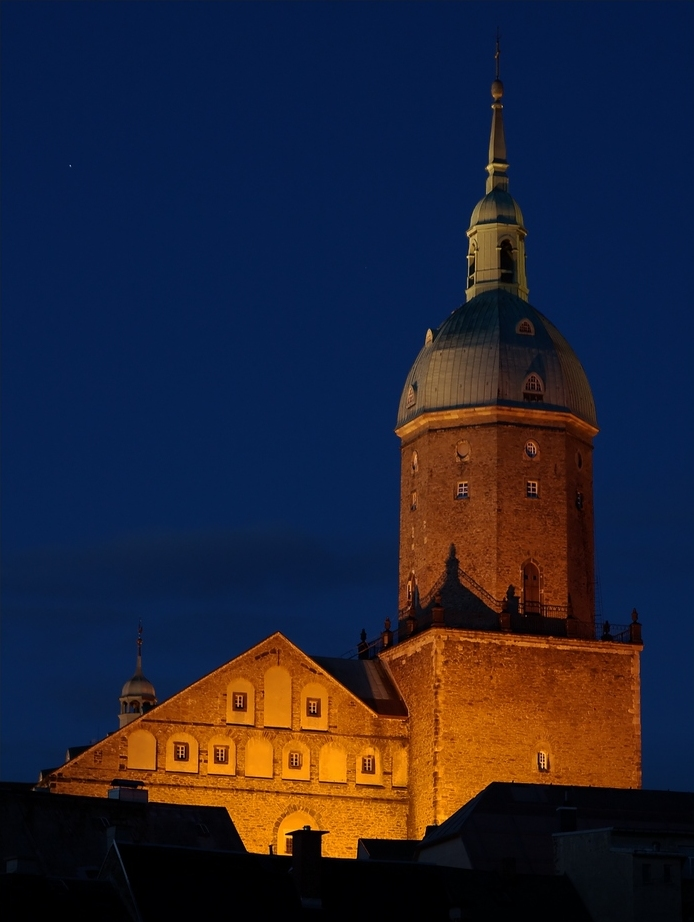
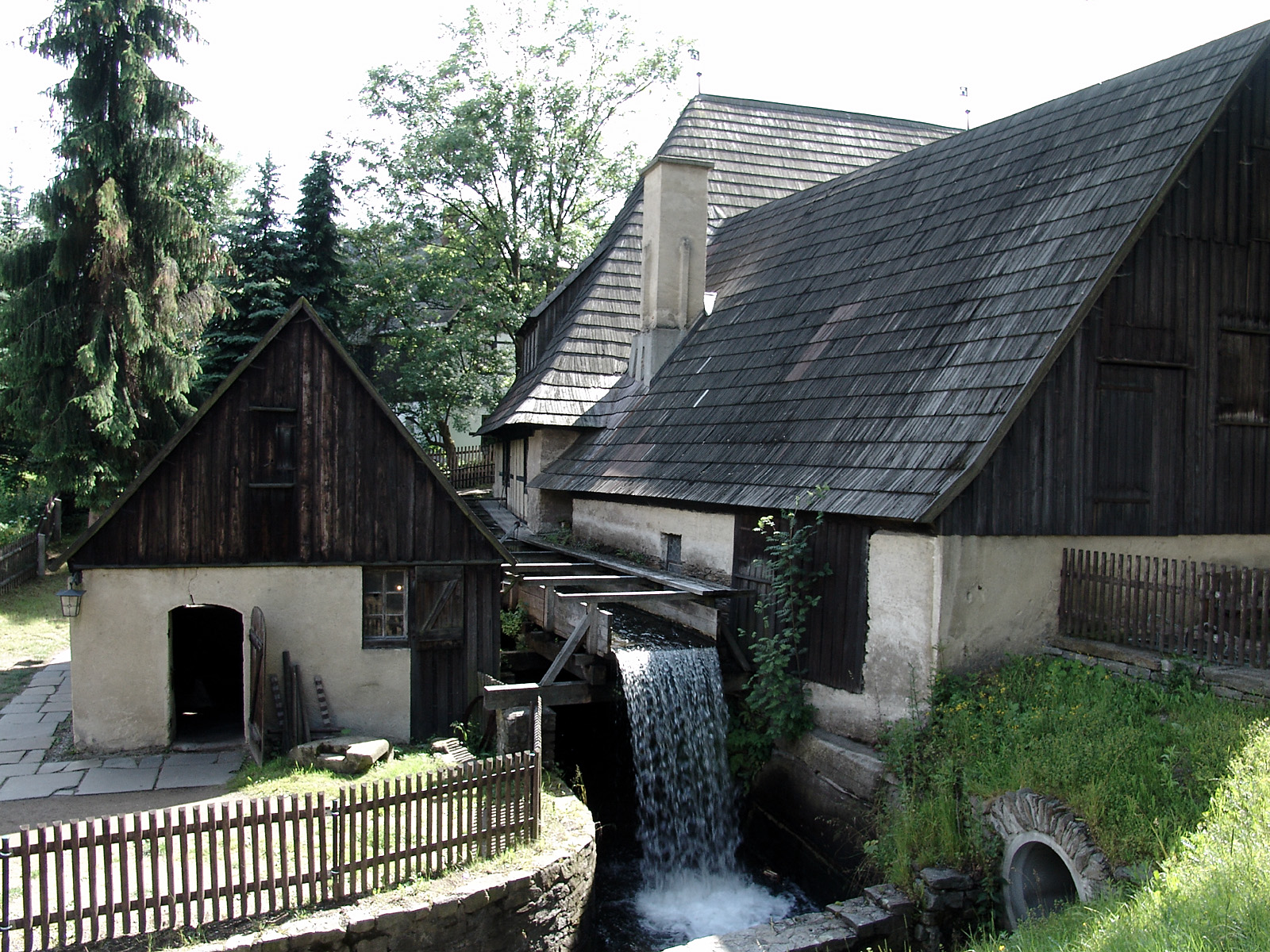
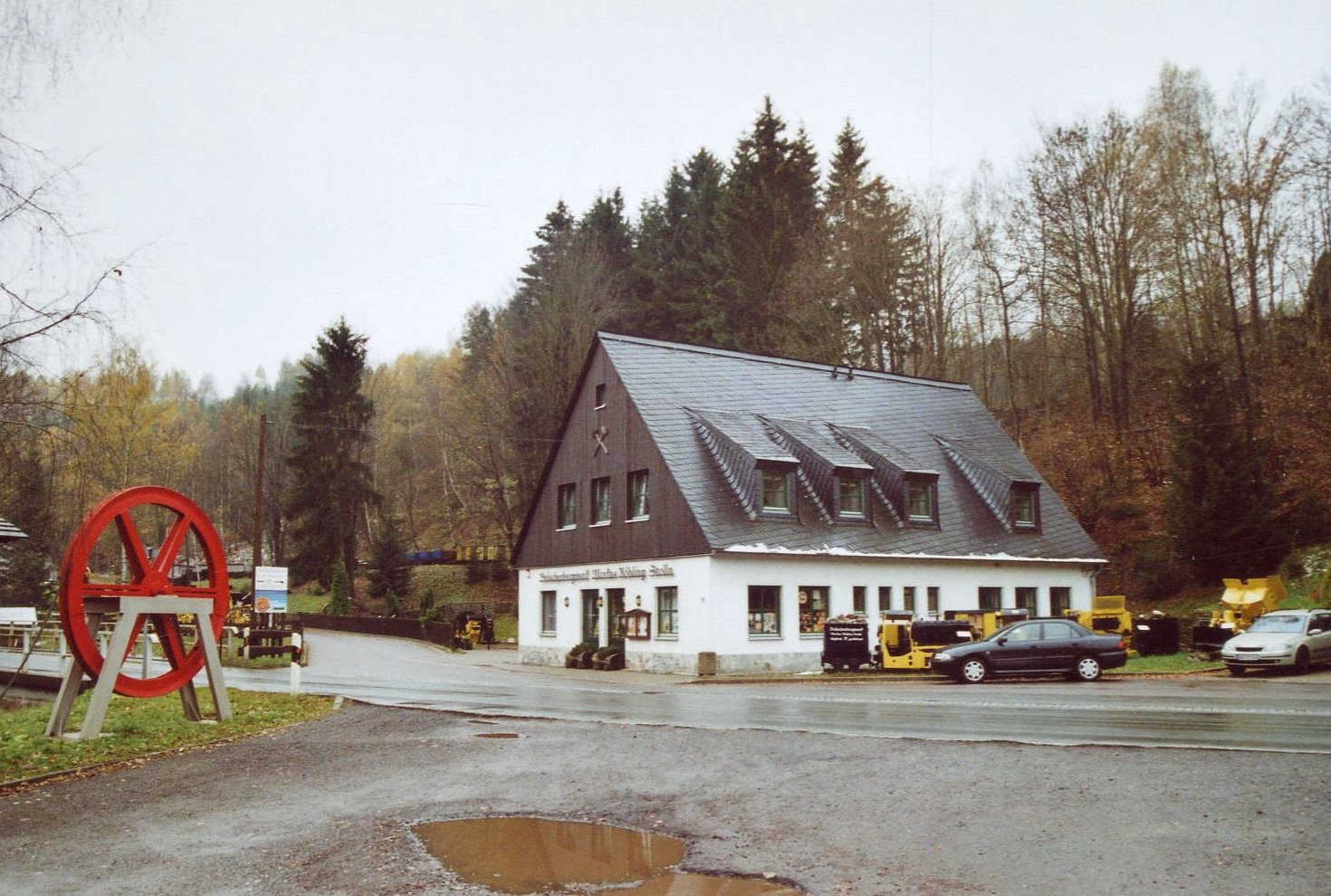
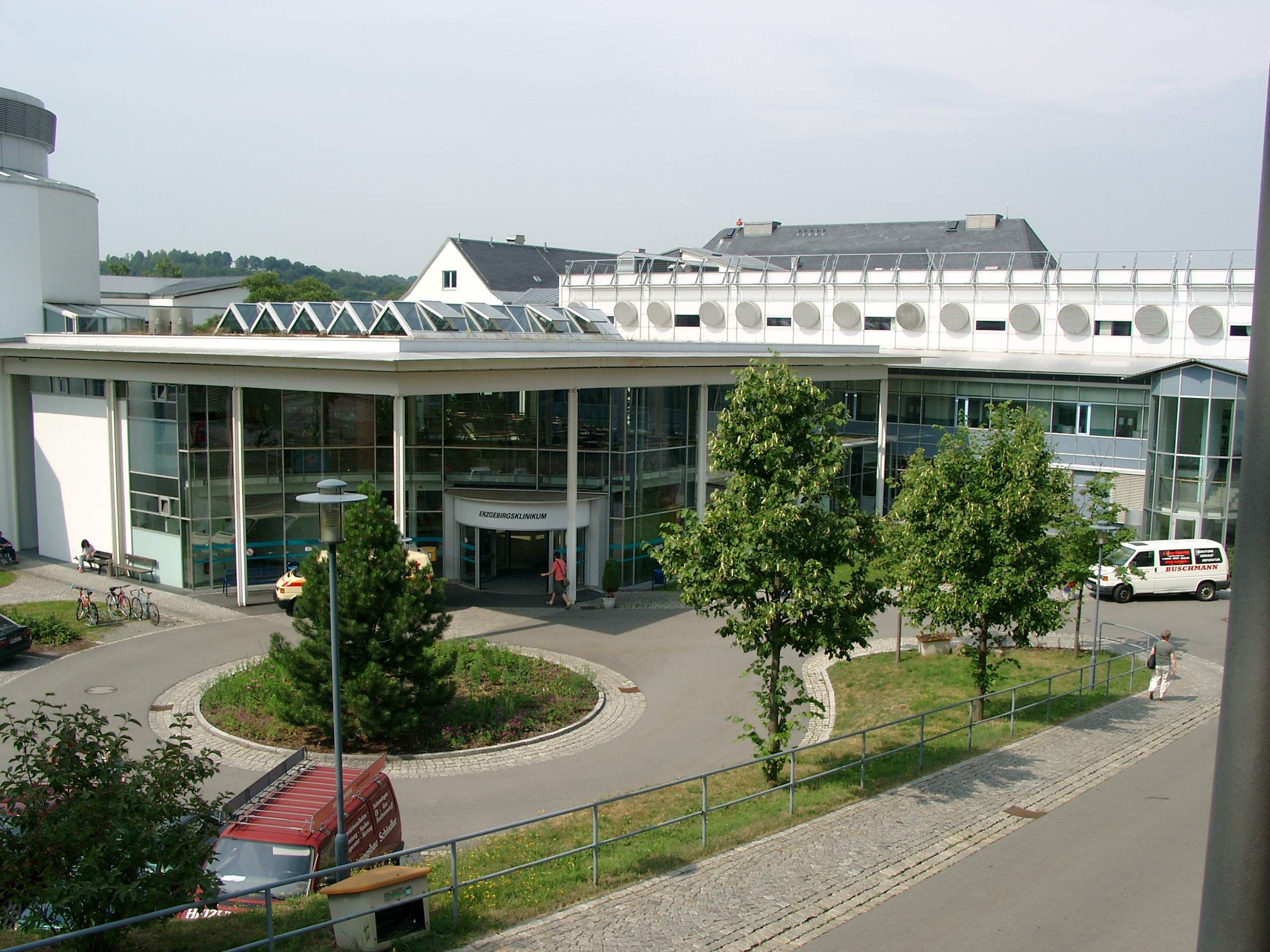
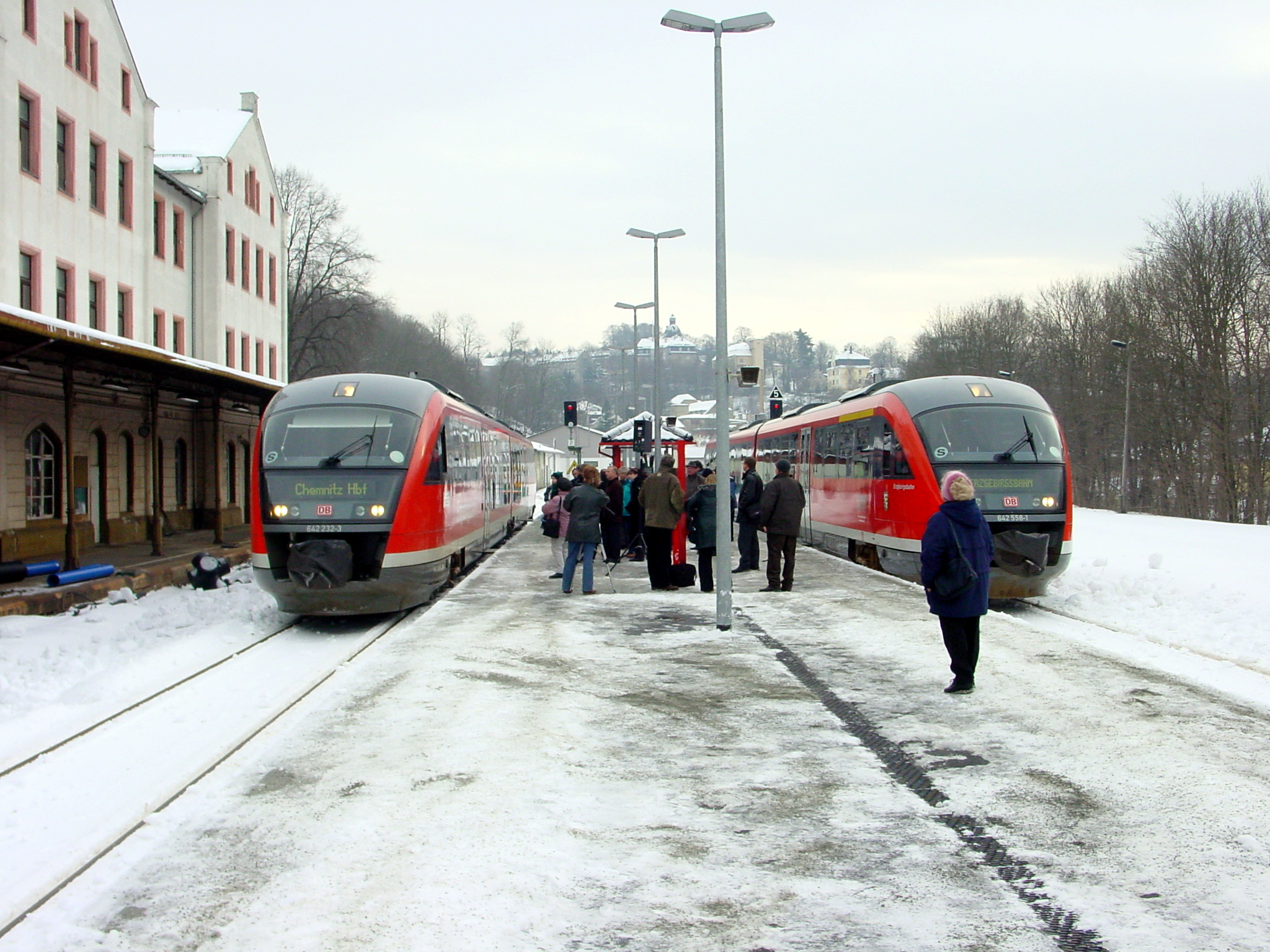
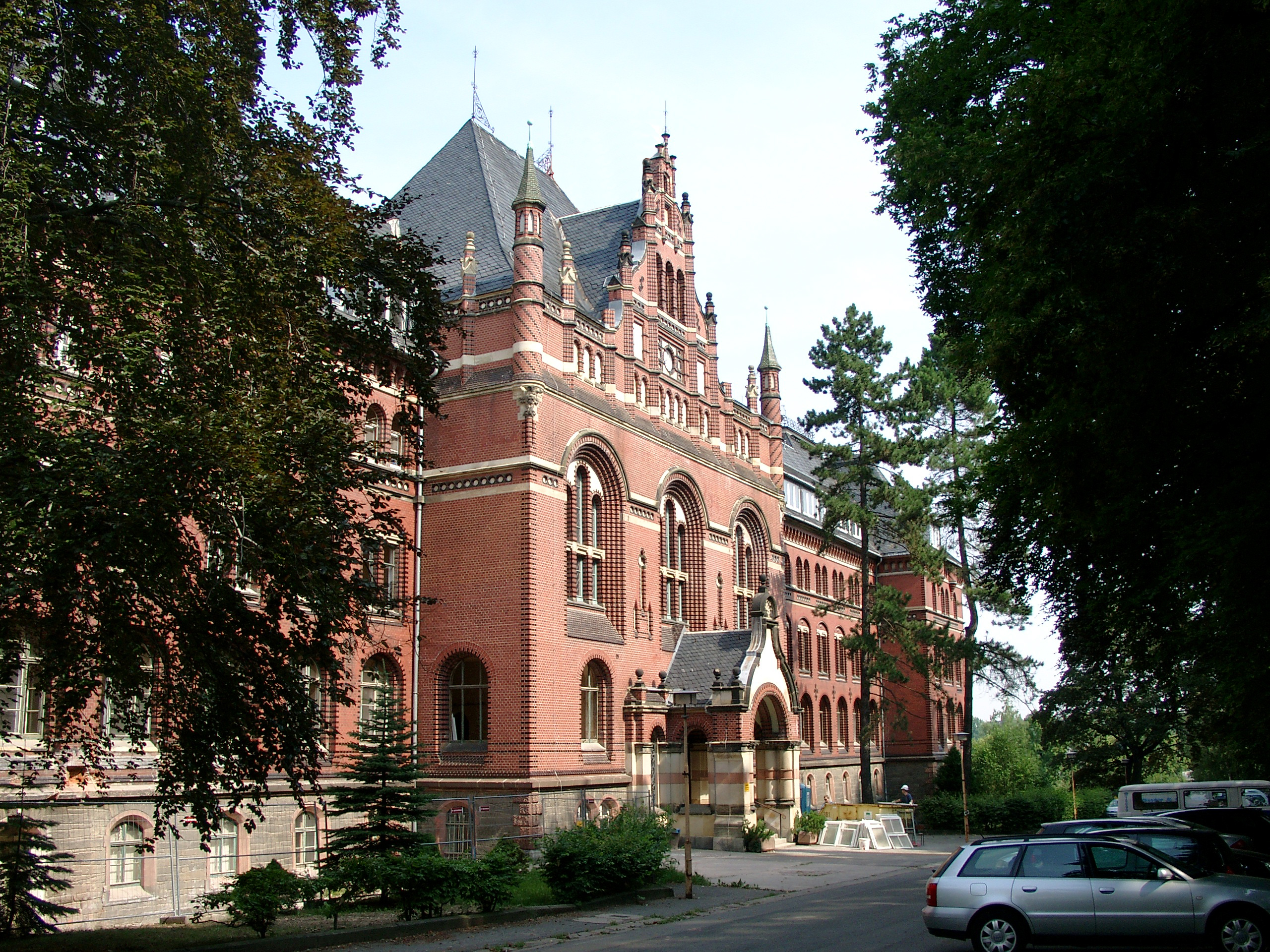
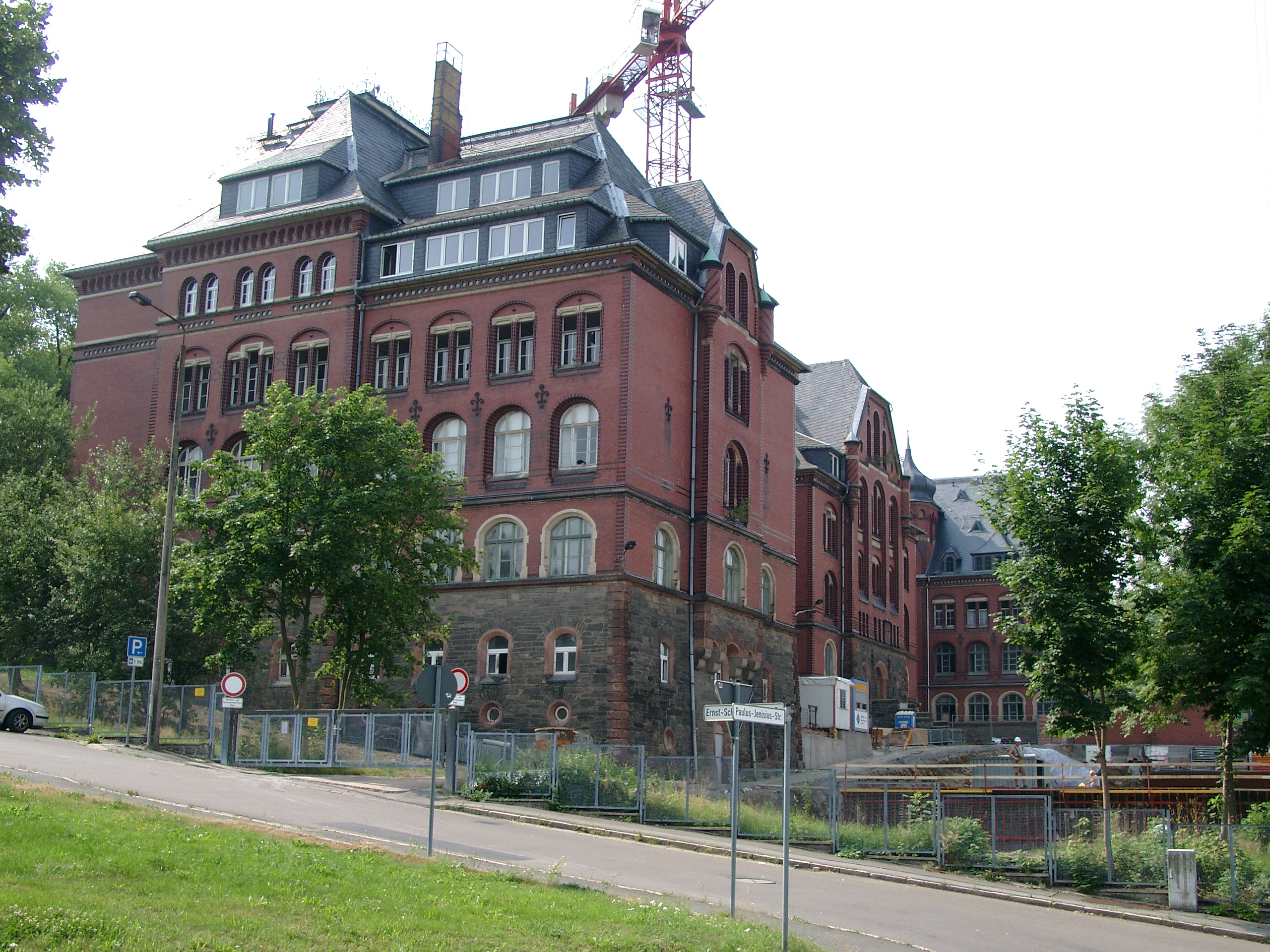
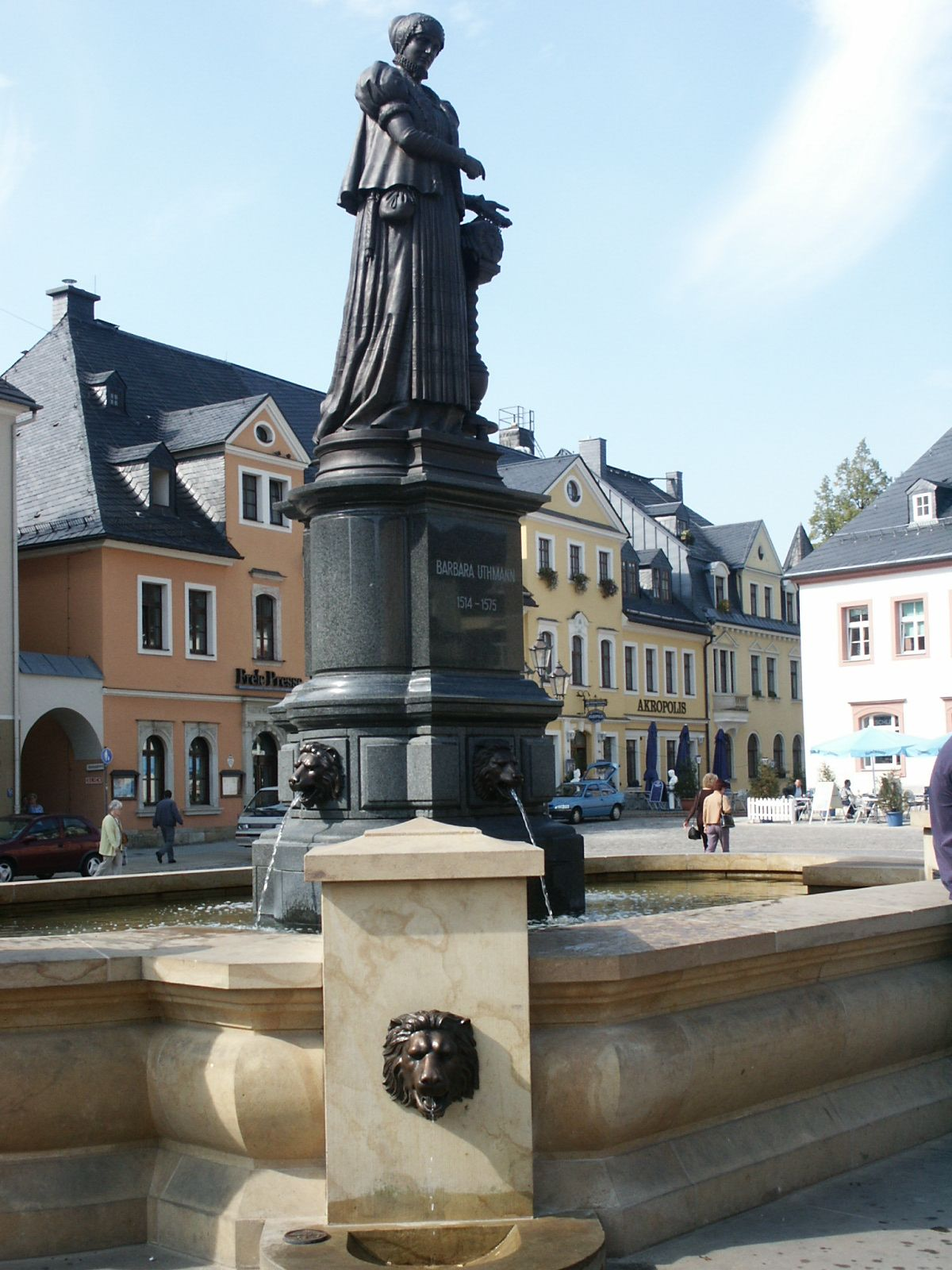
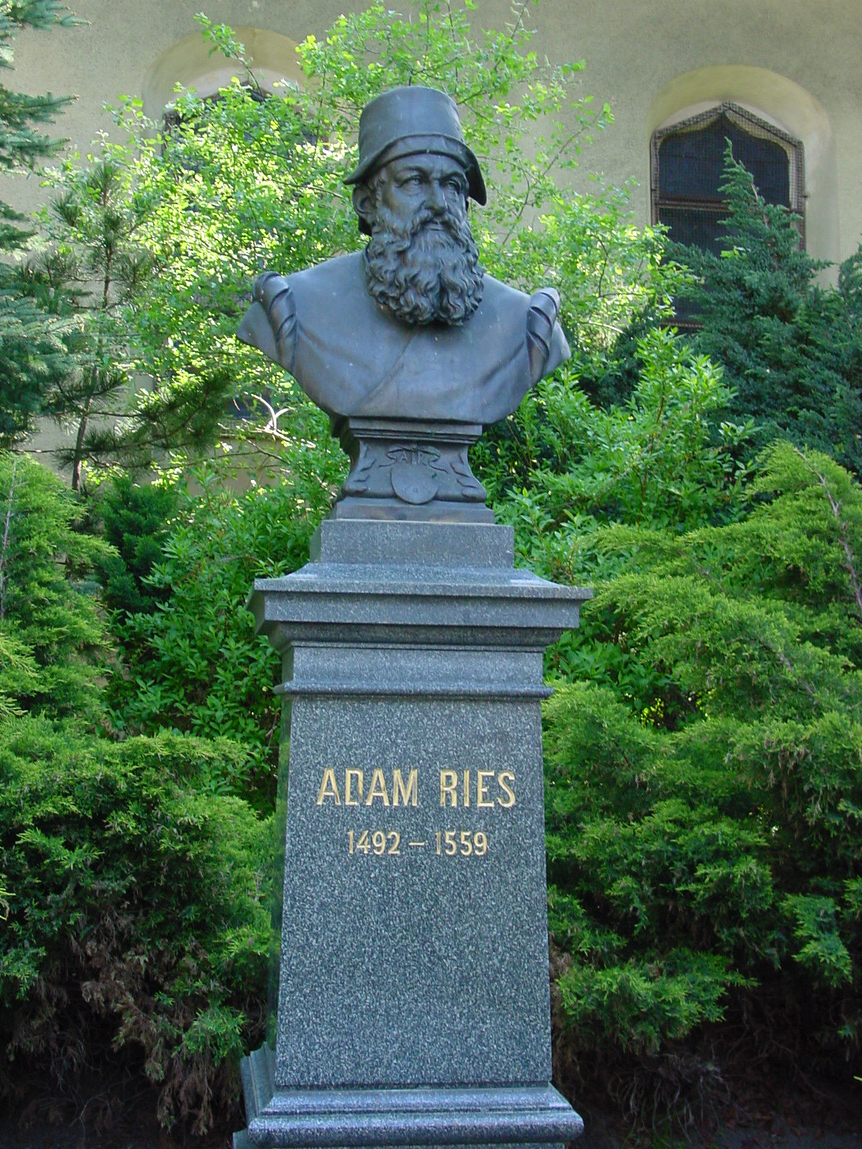